# William Kenney
Leonard William Kenney (ur. 7 maja 1946 w Newcastle upon Tyne) – brytyjski duchowny rzymskokatolicki, pasjonista, w latach 2006–2021 biskup pomocniczy Birmingham, wcześniej biskup pomocniczy Sztokholmu (1987–2006). 

## Życiorys
Święcenia kapłańskie przyjął 29 czerwca 1969 w zakonie pasjonistów. Po krótkiej pracy duszpasterskiej w kraju wyjechał do Szwecji i objął funkcję wykładowcy socjologii religii na Uniwersytecie w Göteborgu. W latach 1982–1984 był radnym generalnym zakonu.
13 maja 1987 papież Jan Paweł II mianował go biskupem pomocniczym Sztokholmu ze stolicą tytularną Midica. Sakry udzielił mu 24 sierpnia 1987 Hubertus Brandenburg, ówczesny biskup diecezjalny Sztokholmu. 17 października 2006 został przeniesiony na urząd biskupa pomocniczego Birmingham. W latach 1991–1999 pełnił funkcję przewodniczącego Caritas w Europie.
7 maja 2021 papież Franciszek przyjął jego rezygnację z pełnionej funkcji.